# Eleocharis trilateralis
Eleocharis trilateralis är en halvgräsart som beskrevs av Tang och Fa Tsuan Wang. Eleocharis trilateralis ingår i släktet småsäv, och familjen halvgräs. Inga underarter finns listade i Catalogue of Life.